# Tarczka kręgowców

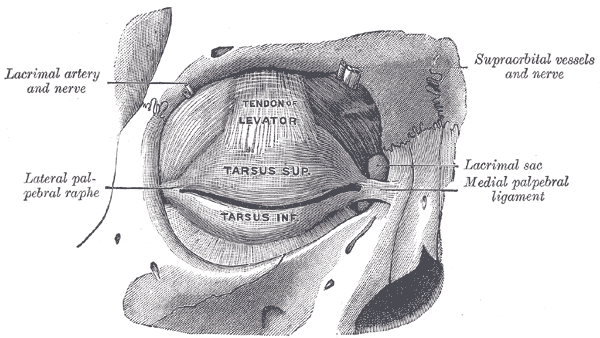
Ludzkie oko prawe. Tarczki wraz z mocującymi więzadłami.

Tarczka (łac. tarsus) – twór z tkanki łącznej stanowiący szkielet powieki u części kręgowców.

## Tarczka u człowieka
U człowieka tarczka jest to płaski, wypukły twór z tkanki łącznej zbitej. Wyróżniane są dwie tarczki: górna oraz dolna, po jednej w każdej powiece. Do ich powierzchni przedniej przyczepia się przegroda oczodołowa, wiążąc je od góry i boku z brzegiem oczodołu. Wolny brzeg rzęskowy jest prosty i przylega bezpośrednio do mieszków rzęs. 
Tarczka górna (tarsus superior), większa, kształtu półowalnego, ma wysokość 10 mm w linii środkowej. Dolny brzeg biegnie równolegle do krawędzi powiek, oddalony od niej o ok. 2 mm. Najgłębsze włókna rozcięgna mięśnia dźwigacza powieki górnej przyczepiają się do jej powierzchni przedniej, gdy tymczasem brzeg górny związany jest z mięśniem tarczkowym górnym. Tarczka dolna (tarsus inferior), dwukrotnie mniejsza od poprzedniej, jest dostosowana do kształtu powieki dolnej i swym brzegiem dolnym łączy się z mięśniem tarczkowym dolnym.

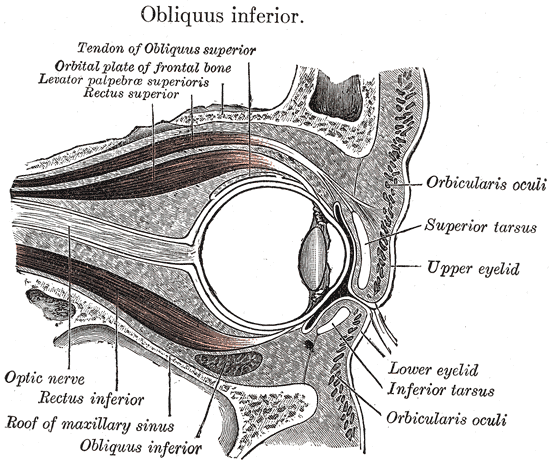
Przekrój strzałkowy oka ludzkiego.

Bocznie końce tarczek są przymocowane do oczodołu poprzez pasma zbitej tkanki łącznej w postaci więzadeł powiekowych. Więzadło powiekowe przyśrodkowe (ligamentum palpebrale mediale) przebiega od przyśrodkowych końców tarczek dwoma pasemkami: do grzebienia łzowego przedniego i wyrostka czołowego szczęki oraz, tylne, do grzebienia łzowego tylnego. Między nimi znajduje się górna część woreczka łzowego. Więzadło powiekowe boczne (ligamentum palpebrale laterale) jest względnie słabo wykształcone i przytwierdza tarczki głębiej do brzegu bocznego oczodołu na kości jarzmowej.
W tarczkach znajdują się gruczoły tarczkowe (glandulae tarsales), ułożone rzędami, prostopadle do wolnego brzegu powieki. Wydzielają substancję o charakterze łojowym, która uszczelnia zwarte powieki, zapobiegając nadmiernemu parowaniu łez i wysuszeniu oka.
Każda tarczka związana jest z cienką blaszką tkanki mięśniowej gładkiej w postaci mięśni tarczkowych. Mięsień tarczkowy górny (musculus tarsalis superior) zaczyna się w części głębokiej mięśnia dźwigacza powieki górnej, przebiegając między jego włóknami i kończąc się na brzegu górnym tarczki. Odpowiednio mięsień tarczkowy dolny (musculus tarsalis inferior) rozpoczyna się pod sklepieniem dolnym spojówki z wspólnej powięzi mięśnia prostego dolnego i skośnego dolnego. Przyczepia się – analogicznie – do brzegu dolnego tarczki. Oba mięśnie są unerwione współczulnie i przyczyniają się do regulacji rozwarcia szpary powiek. Samo otwieranie i zamykanie powieki polega na współdziałaniu mięśnia dźwigacza powieki górnej, mięśni tarczkowych oraz mięśnia okrężnego oka.